# Mogoplistes
Mogoplistes is een geslacht van rechtvleugeligen uit de familie Mogoplistidae. De wetenschappelijke naam van dit geslacht is voor het eerst geldig gepubliceerd in 1838 door Jean Guillaume Audinet Serville.

## Soorten
Het geslacht Mogoplistes omvat de volgende soorten:
- Mogoplistes argentatus Bolívar, 1881
- Mogoplistes brunneus Serville, 1838
- Mogoplistes kinzelbachi Harz, 1976
- Mogoplistes tridentatus Saussure, 1877